# High Performance Aircraft
High Performance Aircraft (HPA, „Hochleistungsflugzeug“) sind Luftfahrzeuge, die von einem einzelnen Piloten geflogen werden dürfen, aber in ihrer Flugleistung und der Leistung ihrer Flugzeug- und Navigationssysteme solchen Flugzeugmustern ähneln, die mit einer Mindestbesatzung von zwei Piloten betrieben werden.
Die JAR-FCL beinhaltet die Regelungen für die Ausbildung, Prüfung und Lizenzierung von Piloten. Hiernach gibt es eine Reihe von Luftfahrzeugen, die aufgrund ihrer Leistungsdaten oder ihrer Komplexität nicht mehr unter die Klassenberechtigungen SEP (Single Engine Piston, also Flugzeuge mit einem Flugmotor) bzw. MEP (Multi Engine Piston, also Flugzeuge mit mindestens zwei Kolbenmotoren) bzw. SET/MET (Flugzeuge mit Turboprop-Antrieb) fallen. Hierzu gehört eine Reihe beliebter Flugzeugtypen wie die mit einer Propellerturbine ausgerüsteten Varianten der Malibu Meridian von Piper (nicht mehr hingegen die kolbenmotorgetriebenen Varianten), die ebenfalls mit einer Propellerturbine ausgerüstete TBM 900 von Daher nebst Vorgängermodellen, die King-Air-Serie von Beech sowie einige Strahlflugzeuge, also Flugzeuge mit Jet-Antrieb wie die Cessna Citation.  Solche Flugzeuge fallen unter die Klassifizierung der HPA (High Performance Aircraft).
Zur Führung solcher Flugzeuge benötigen Piloten mit einer PPL (Privatpilotenlizenz) oder CPL (Berufspilotenlizenz) eine spezielle Berechtigung, die mittels einer HPA-Ausbildung erworben werden und danach über eine entsprechende gesonderte Eintragung in die Pilotenlizenz nachgewiesen werden kann.